# 짓푸베쓰정
짓푸베쓰정(일본어: 秩父別町)은 일본 홋카이도 소라치 종합진흥국 관내 북부에 있는 정이다.
이름은 아이누어의 ‘치크시베트’(チクシベツ, 통로가 있는 강)가 와전된 것이다.

## 지리
홋카이도 소라치 종합진흥국 관내 북부, 이사카리 평야 북단, 우류 평야 북부에 위치한다. 동부의 나카야마 지구 주변을 들여다 보면 지형이 평탄하다. 우류강이 북쪽에서 서쪽을 걸쳐서 흘러 누마타정 등과의 경계가 되어 있다. 시가지 주변부에는 논이 펼쳐진다.

### 인접한 자치체
- 소라치 종합진흥국
  - 후카가와시
  - 우류군 나가누마정, 모세우시정, 호쿠류정

## 역사
- 1895년 - 둔전병이 짓푸베쓰로 이주했다.
- 1901년 - 짓푸베쓰촌이 후카가와촌(현 후카가와시)에서 분리되었다.
- 1906년 - 2급 정촌제 시행으로 짓푸베쓰촌이 성립하였다.
- 1923년 - 1급 정촌제 시행으로 짓푸베쓰촌이 성립하였다.
- 1959년 - 정으로 승격해 짓푸베쓰정이 되었다.

## 교통

### 철도
- 홋카이도 여객철도 루모이 본선

### 도로
- 후카가와루모이 자동차도
- 국도 233호선(일본어판)

## 자매 도시
- 일본 가가와현 아야가와정